# Ulupınar (Burdur)
Ulupınar (localement Düdül et à ne pas confondre avec Ulupınar du district de Kemer) est un village turc qui se trouve dans la province de Burdur dans la région méditerranéenne.
Elle se compose d’une très faible démographie en régression d’au moins 100 habitants (127 en l’an 2000).

## Géographie
Le village se situe dans une région montagneuse dans un climat tempéré à 1 kilomètre du village de Başmakçı et à 44 kilomètres de Burdur.

## Histoire
Le village a été fondé à la fin du XIXe siècle par les Turcs émigrants de Bulgarie de la région historique de Dobroudja du Pachalik de Silistra

## Voies de communication et transports
Ulupınar possède un réseau téléphonique et un réseau de canalisations.
Il n’y a qu’un arrêt de bus.

## Centres d'intérêt
Le village abrite quasiment aucun centre d’intérêt :
- Une mairie (Muhtarlık)
- Une mosquée (Sous la gestion des affaires religieuses avec un imam salarié)
- Une école élémentaire
- Un cimetière
- Une coopérative agricole
- Une poissonnerie ouvert à la restauration

## Économie
La principale économie du village est issue de la récolte de la rose, du blé, de l’élevage et de l’apiculture.
L’économie est affecté dans le secteur de l’agriculture en raison de la présence élevée des sangliers et de l’interdiction de la chasse.

## Politique
Les élections municipales turques de 2019 ont démontré que le village est à majorité pour le Parti de la justice et du développement.
Ahmet Özdemir en était le maire depuis 2009 remplacé par Hakan Umman en 2019.

## Cartographie
L’accessibilité au village est très difficile en raison d’un environnement montagneux.
La faible qualité des routes démontre une durée de trajet entre Burdur et Ulupınar estimée à 1 heure au moins pour 44 kilomètres de distance.